# Jakob de Chirico
Jakob de Chirico (Innsbruck, 16 ottobre 1943) è un artista austriaco.
Lontano parente di Giorgio de Chirico, si è trasferito con la famiglia a Chiusa, in Alto Adige, nel 1954. All'Accademia di Belle Arti di Monaco ha studiato con Guenther Fruhtrunk. Negli anni Settanta de Chirico è fortemente impegnato in gruppi politici di sinistra, e contesta fortemente l'influsso della Chiesa sulla società altoatesine. Conosce il movimento artistico Fluxus e l'artista austriaco Hermann Nitsch, uno dei fondatori dell'azionismo viennese.
In quegli anni de Chirico ha disegnato fumetti politici, distribuendoli come volantini e stampandoli su serigrafie di grande formato, tra i quali "Sulla libertà dei contadini del Tirolo", che ripercorre il tema dei privilegi sociali e religiosi dal medioevo al presente.
I volantini di de Chirico assumevano talora anche la funzione di documentazioni di performance pubbliche.
Negli anni Ottanta apre uno studio alla Kunstrampe, un fienile del Seicento a Merano, frequentato da artisti come Eugenio Miccini, Sarenco, Arrigo Lora Totino. Attacca duramente i politici locali del tempo, in particolare con una mostra al Kurhaus di Merano. Nel 1986 con Claudio Costa, Angelica Thomas, Antonino Bove e Igor Sacharov Ross fonda il gruppo Kraftzellen - Cellule di Energia, con il quale partecipa alla prima edizione di Arte Sella e, un anno dopo, a documenta a Kassel.
Il 20 febbraio del 1992 ha contestato pubblicamente Bruno Hosp, assessore alla cultura in lingua tedesca della Provincia autonoma di Bolzano, interrompendo il suo discorso alla mostra Positionen a Bolzano e rovesciandogli addosso un milione di lire in monetine.
Sue opere sono conservate al Museion di Bolzano